# The Harbourfront Landmark
The Harbourfront Landmark (en chino: 海名軒) es un rascacielos de 70 plantas y 233 metros (764 pies) de altura situado en Hong Kong. Fue completado en 2001.